# Inscripciones de Bourgade

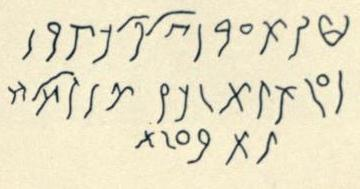
KAI 134

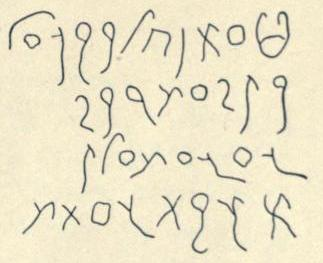
KAI 135

Las inscripciones de Bourgade son unas 40 epigrafías en lengua púnica, encontradas en la década de 1840 y principios de 1850 en el Túnez husainida, que acababa de abrirse a la influencia francesa tras el encuentro de 1846 entre Ahmad I ibn Mustafa y Antoine, duque de Montpensier.
- 17 exvotos de ofrendas religiosas: 13 textos y 4 bajorrelieves;[1]
- 34 epitafios funerarios: 28 textos y 6 bajorrelieves.[1]

Bourgade también volvió a publicar dos estelas notables llamadas "Cartaginesa A" y "Cartaginesa B", que fueron descubiertas en 1845 en el puerto-isla de Cartago.
Algunas de las inscripciones fueron encontradas cerca de las ruinas de Cartago o sus alrededores y el resto en diversos puntos de la Regencia de Túnez. Varias fueron descubiertas por un arqueólogo llamado Honnegger. La mayoría de las piedras eran propiedad del público tunecino, tanto en el campo como en las ciudades.
Varias de las inscripciones más notables se han recopilado en Kanaanäische und Aramäische Inschriften y se conocen como KAI 133-135.
Fueron publicados en 1852 por François Bourgade en su Toison d'Or de la Langue Phénicienne.

## Textos
KAI 133:
(1) ṭʻnʼ ʼbn z lbʻlš(2)mʻ bn mʻsqlʼ-(3)ʼ bn šʻnt šbʻm
Erigida (fue) esta piedra para Baʻalsamoʻ el hijo de MʻSQLʼʼ, un “hijo” de setenta años.
KAI 134:
(1) ṭnʼ ʻbn z lplks bn (2) pʻwstʼ wkn šnt šlš(3)tm bʻym
Erigida (fue) esta piedra para Félix el hijo de PʻWSTʼ. Y tenía tres años. Fue bueno en (sus) días (durante su vida).
KAI 135:
(1) ṭʻ(nʼ) ʼ(b)n z lbrk(b)ʻl (2) bt yʻšdby (3) wʻwʻ šʻnt (4) ʼsrm wʻmš
Erigida (fue) esta piedra para Biricbal hija de YʻŠDBY. Y vivió veinticinco años.